# Rachias timbo
Rachias timbo là một loài nhện trong họ Nemesiidae.
Rachias timbo được miêu tả năm 1995 bởi Goloboff.